# يشار دوغو غوتش
يشار دوغو غوتش (Yaşar Doğu) من أبطال العالم في المصارعة .[بحاجة لمصدر]
- -ولد في قرية أمير كوي في منطقة سامسون في تركيا عام 1915م لعائلة شركسية من قبيلة الوبيخ .
- - نشأ متحلّياً بالأخلاق الشركسية الحميدة، شغوفا بالمصارعة، متميزاً فيها على أقرانه.
- - سار إلى أنقرة للعمل في دائرة الزراعة، ودفعه حبه للمصارعة إلى زيارة إحدى نوادي التدريب الرياضية ؛ حيث تغلب على مدرب النادي في منازلة ودّية، فأُعجب به المدرب وتعهده بالتدريب المناسب .
- - أحرز بطولة تركيا بالمصارعة في وزن 66كغمفي نفس العام 1937م، وأحرز المرتبة الثانية في البطولة العالمية للمصارعة الرومانية التي أُقيمت في أُوسلو عام 1939م.[بحاجة لمصدر]
- - نال بطولة آسيا الصغرى في المصارعة الرومانية عام 1940م كما أعلنت بطولته لوزن 72كغم عام 1944م لعدم وجود من ينازعه في وزنه .
- - تغلب على بطل مصر للمصارعة الحرة عام 1946م، كما نال بطولة أوروبا في المصارعة الحرة والتي أقيمت في سويسرا، في نفس العام .
- - في كانون أول 1947م أحرز بطولة العالم للمصارعة الرومانية والتي أُقيمت في تشيكو سلوفاكيا.}
- - حصل على المرتبة الأولى في المصارعة لوزن 72 كغم في مباريات أولمبياد لندن التي أقيمت في كانون ثاني 1948م
- - حصل على بطولة وزن 79 كغم في البطولة التي أُقيمت في إستانبول للمصارعة الحرة في عام 1949م وتغلب على بطلي ألمانيا وأمريكا عام 1950م .
- - فاز ببطولة العالم في المصارعة في البطولة التي نُظّمت في فنلندة . عام 1950م .
- - حصل على البطولة العالمية للمصارعة الحرة في استوكهولم عام 1951م .
- - اعتزل المسابقات والبطولات منذ عام 1952م، وأصبح مدرّباً للمنتخب التركي القومي للمصارعة .
- - توفي يوم الخميس 8/1/1961م، تاركاً وراءه 37 انتصاراً في بطولات عالمية .متربعاً على عرش بطولة العالم للمصارعة طوال مايزيد على عشر سنوات .

## روابط خارجية
- يشار دوغو غوتش على موقع قاعدة بيانات المصارعة الدولية (الإنجليزية)
- يشار دوغو غوتش على موقع اللجنة الأولمبية الدولية (الإنجليزية)
- يشار دوغو غوتش على موقع أوليمبيديا (الإنجليزية)